# Блестящий дронго
Блестящий дронго (лат. Dicrurus atripennis) — вид птиц семейства дронговых. Подвидов не выделяют.

## Описание
Размер блестящего дронго — 21,5—24 см. Его масса — 35—47 г. Хвост слегка раздвоен. Блестящий дронго — громкая птица, которая издает разнообразные свистящие звуки, а также имитирует другие виды птиц.

### Описание самца
Голова и тело самца блестящего дронго — полностью чёрные однако имеются зелёный цвет со стальным оттенком, однако иногда бывают и пурпурно-синие отблески. Они наиболее выражены на верхней части тела, груди и горле. Зев и лоб бархатисто-чёрного цвета. Основание верхней челюсти покрыто жёсткими перьями. Цвет маховых перьев — черновато бурый. Цвет радужной оболочки — тёмно-красный. Ноги и клюв чёрного цвета.

### Описание самки
Самка имеет меньший блеск на брюхе и горле, а также немного меньший размер, в остальном похожа на самца.

### Описание молодых особей
Молодые особи сажисто-чёрного цвета. Они имеют зеленованый блеск лишь на хвосте и крыльях.

## Распространение и среда обитания
Блестящий дронго встречается в Юго-Восточной Гвинее, от Сьерра-Леоне до Габона и в восточной части Конго-Киншасы, а также в Либерии и других местах.
Обитает в густых кустарниках и пологе на высоте, как правило, 5—25 м.

## Поведение
Блестящий дронго встречается от подлеска до средней высоты в густом лесу. Блестящий дронго является оседлой птицей.

### Размножение
Блестящий дронго живет или группами (до пяти особей) или парами. Может жить с другими видами.

### Питание
Пища, в основном, состоит из насекомых длиной от 50 до 60 мм. Данный вид ловит летающую добычу. Он выпрыгивает из насеста, или, может быть, из петли лианы. Крупный предметы блестящий дронго разрезает на куски клювом, предварительно удержав его когтями. Является членом смешанных групп кормящихся птиц. 
В северо-восточном Габоне блестящий дронго питается летающими термитами, цикадами, мотыльками, богомолами, жуками, прямокрылыми. В Демократической Республике Конго блестящий дронго поедает многоножек, цикад, пауков, прямокрылых, стрекоз, а также жуков. В Либерии питается кузнечиками, жуками, а также муравьями.

## Охранный статус
Блестящий дронго имеет большой ареал и большую популяцию, но считается, что его численность уменьшается из-за разрушения среды обитания, хотя и недостаточно сильно, чтобы считать его находящимся под угрозой исчезновения. Поэтому МСОП оценил данный вид вызывающий наименьшие опасения.